# 남원 교룡산성
남원 교룡산성(南原 蛟龍山城)은 대한민국 전북특별자치도 남원시 산곡동에 있는, 해발 518m의 교룡산의 천연적인 지형지세를 이용하여 돌로 쌓은 산성으로, 둘레는 3120m이다. 1973년 6월 23일 전북특별자치도 기념물 제9호로 지정되었다.

## 개요
남원 교룡산성은 해발 518m의 교룡산의 천연적인 지형지세를 이용하여 돌로 쌓은 산성으로, 둘레는 3120m이다.
현재 무지개 모양으로 입구가 표현된 동문과 성문을 보호하기 위하여 만든 작은 성인 옹성, 그리고 군데군데 성벽이 남아 있다. 온전하게 남은 동문터와 수문에 보이는 성벽의 구조는 우리나라 성곽 연구에 중요한 자료가 된다.
성안에는 우물 99개와 계곡이 있어서 산성 주변의 주민들이 유사시에 대피나 전투의 목적으로 사용하기 좋았을 것으로 짐작된다. 조선 전기에는 군대의 식량을 저정하는 창고가 있었다.
산성을 언제 쌓았는지는 기록이 없어서 정확하게 알 수 없으나, 성을 쌓은 입지나 형식으로 볼 때 백제 때 만든 것으로 보인다.

## 현지 안내문
돌로 쌓은 이 산성은 해발 518m인 험준한 교룡산을 에워싼 것으로, 둘레는 3.1km에 이른다. 산 중턱에 성벽의 흔적이 군데군데 남아 있으며, 동쪽에 계곡이 있어 그곳에 반월형 출입문을 두었다. 성을 처음 쌓은 내력은 분명치 않으나, 그 터와 형식으로 보아 백제시대에 쌓았던 것으로 보인다. 임진왜란(1592년) 때 승병대장 처영이 고쳐 쌓았고 그 후에도 여러 차례 보수하였다. 성안에는 우물이 99개나 있었고 밀덕봉과 복덕봉 등 산세가 매우 가파르기 때문에, 유사시 인근 주민이 대피하기 좋은 천혜의 요새지였다.

## 같이 보기
- 교룡산
- 선국사 - 교룡산성 안에 자리한 사찰
- 남원 선국사 대웅전 - 전라북도 유형문화재 제114호

## 참고 자료
- 남원교룡산성 - 국가유산청 국가유산포털